# (279) Tule
(279) Tule es un asteroide perteneciente al cinturón exterior de asteroides descubierto el 25 de octubre de 1888 por Johann Palisa desde el observatorio de Viena, Austria.
Está nombrado por Tule, una isla legendaria del lejano norte.